# Pływanie na Letnich Igrzyskach Olimpijskich 1968 – 400 m stylem zmiennym kobiet
400 m stylem zmiennym kobiet – jedna z konkurencji pływackich rozgrywanych podczas XIX Igrzysk Olimpijskich w Meksyku. Eliminacje odbyły się 24 października, a finał 25 października 1968 roku.
Po triumfie na 200 m stylem zmiennym, Amerykanka Claudia Kolb zwyciężyła także na dłuższym z dystansów w stylu zmiennym. Kolb w finale poprawiła własny rekord olimpijski z eliminacji, uzyskawszy czas 5:08,5. Druga, ze stratą prawie 14 sekund do Kolb, przypłynęła jej rodaczka Lynn Vidali (5:22,2). Brązowy medal zdobyła reprezentantka NRD Sabine Steinbach (5:25,3).

## Rekordy
Przed zawodami rekord świata i rekord olimpijski wyglądały następująco:
| Rekord            | Zawodniczka     | Czas   | Miejsce     | Data                 |       |
| ----------------- | --------------- | ------ | ----------- | -------------------- | ----- |
| Rekord świata     | Claudia Kolb    | 5:04,7 | Los Angeles | 24 sierpnia 1968     | [ 1 ] |
| Rekord olimpijski | Donna de Varona | 5:18,7 | Tokio       | 17 października 1964 | [ 2 ] |

W trakcie zawodów ustanowiono następujące rekordy:
| Data            | Etap konkurencji | Zawodniczka  | Czas   | Rekord |
| --------------- | ---------------- | ------------ | ------ | ------ |
| 24 października | eliminacje       | Claudia Kolb | 5:17,2 | OR     |
| 25 października | finał            | Claudia Kolb | 5:08,5 | OR     |

## Wyniki

### Eliminacje
| Miejsce | Wyścig | Zawodniczka              | Państwo           | Czas     | Uwagi |
| ------- | ------ | ------------------------ | ----------------- | -------- | ----- |
| 1.      | 5      | Claudia Kolb             | Stany Zjednoczone | 5:17,2   | Q,    |
| 2.      | 1      | Susan Pedersen           | Stany Zjednoczone | 5:26,4   | Q     |
| 3.      | 3      | Lynn Vidali              | Stany Zjednoczone | 5:28,9   | Q     |
| 4.      | 4      | Marianne Seydel          | NRD               | 5:30,9   | Q     |
| 5.      | 2      | Sabine Steinbach         | NRD               | 5:31,3   | Q     |
| 6.      | 3      | Shelagh Ratcliffe        | Wielka Brytania   | 5:33,2   | Q     |
| 7.      | 3      | Laura Vaca               | Meksyk            | 5:33,7   | Q     |
| 8.      | 4      | Tui Shipston             | Nowa Zelandia     | 5:33,7   | Q     |
| 9.      | 2      | Eva Sigg                 | Finlandia         | 5:37,3   |       |
| 10.     | 5      | Dianna Rickard           | Australia         | 5:37,8   |       |
| 11.     | 1      | Łarisa Zacharowa         | ZSRR              | 5:38,6   |       |
| 12.     | 1      | Hennie Penterman         | Holandia          | 5:38,8   |       |
| 13.     | 4      | Eva Wittke               | NRD               | 5:40,6   |       |
| 14.     | 2      | Sue Eddy                 | Australia         | 5:42,2   |       |
| 15.     | 4      | Marija Nikołowa          | Bułgaria          | 5:45,2   |       |
| 16.     | 2      | Norma Amezcua            | Meksyk            | 5:47,9   |       |
| 17.     | 3      | Tamara Oynick            | Meksyk            | 5:48,4   |       |
| 18.     | 5      | Heli Matzdorf            | RFN               | 5:50,5   |       |
| 19.     | 5      | Consuelo Changanaqui     | Peru              | 5:52,2   |       |
| 20.     | 4      | Patricia Olano           | Kolumbia          | 5:52,6   |       |
| 21.     | 4      | Yvonne Tobis             | Izrael            | 5:53,8   |       |
| 22.     | 1      | Carla Galle              | Belgia            | 5:55,2   |       |
| 23.     | 3      | Kirsten Strange-Campbell | Dania             | 5:59,0   |       |
| 24.     | 1      | Olga de Angulo           | Kolumbia          | 6:00,6   |       |
| 25.     | 2      | Ruth Apt                 | Urugwaj           | 6:04,5   |       |
| 26.     | 4      | Hedy García              | Filipiny          | 6:07,3   |       |
| 27.     | 5      | Nelly Syro               | Kolumbia          | 6:13,1   |       |
| 28.     | 2      | Shen Bao-ni              | Republika Chińska | 6:21,5   |       |
| 37. !   | 1      | Danièle Dorléans         | Francja           | 9:99,9 ! | DNS   |
| 37. !   | 1      | Kristina Moir            | Portoryko         | 9:99,9 ! | DNS   |
| 37. !   | 1      | Felicia Ospitaletche     | Urugwaj           | 9:99,9 ! | DNS   |
| 37. !   | 2      | Carmen Ferracuti         | Salwador          | 9:99,9 ! | DNS   |
| 37. !   | 3      | Márta Egerváry           | Węgry             | 9:99,9 ! | DNS   |
| 37. !   | 3      | Adriana Comolli          | Argentyna         | 9:99,9 ! | DNS   |
| 37. !   | 5      | Prudence Chapman         | Nowa Zelandia     | 9:99,9 ! | DNS   |
| 37. !   | 5      | Novella Calligaris       | Włochy            | 9:99,9 ! | DNS   |
| 37. !   | 5      | Pat Chan                 | Singapur          | 9:99,9 ! | DNS   |

### Finał
| Miejsce | Zawodniczka       | Państwo           | Czas   | Uwagi |
| ------- | ----------------- | ----------------- | ------ | ----- |
| 1. !    | Claudia Kolb      | Stany Zjednoczone | 5:08,5 | OR    |
| 2. !    | Lynn Vidali       | Stany Zjednoczone | 5:22,2 |       |
| 3. !    | Sabine Steinbach  | NRD               | 5:25,3 |       |
| 4.      | Susan Pedersen    | Stany Zjednoczone | 5:25,8 |       |
| 5.      | Shelagh Ratcliffe | Wielka Brytania   | 5:30,5 |       |
| 6.      | Marianne Seydel   | NRD               | 5:32,0 |       |
| 7.      | Tui Shipston      | Nowa Zelandia     | 5:34,6 |       |
| 8.      | Laura Vaca        | Meksyk            | 5:35,7 |       |